# Japán békeszerződés
A második világháborút követően Japánnal nem kötött mindegyik vele hadban álló állam békeszerződést. A nyugati hatalmak többsége az 1951-es amerikai–japán különbékét írta alá, míg a Szovjetunió formálisan egyáltalán nem kötött békét Tokióval. Japán kétoldalú békeszerződést kötött 1952. április 28-án a tajvani kormánnyal, 1952. június 29-én Indiával, 1978-ban pedig Kínával. Jóvátételi és kártérítési egyezményeket kötött továbbá 12 állammal, amelyek értelmében 1975-ig 525,9 milliárd jen kártérítést fizetett ki.
A japán békeszerződés ügye szorosan összefügg a hidegháború konfliktusainak éleződésével, valamint a két szembenálló politikai tömb azon kísérleteivel, hogy a másikhoz tartozó alárendelt államokat leválasszák annak szövetségeseiről. Az Egyesült Államok a koreai-háború idején kötötte meg a békeszerződést, hogy stabil katonai bázist biztosítson magának az ázsiai kontinenssel szemben. A békeszerződéssel egyidejűleg Washington Japánt és a térség többi nyugati orientációjú államát integrálta saját katonai szövetségi rendszerébe. A Szovjetunió a Sztálin halálát követő hruscsovi olvadás idején igyekezett kereskedelmi egyezményekkel jobb kapcsolatot kialakítani Japánnal. Az 1970-80-as években, a kínai-szovjet viszály éleződésével egyidejűleg változás állt be az amerikai külpolitikában: a korában egységesnek tekintett ázsiai kommunista tömb (Kína és a Szovjetunió) megosztására történt kísérlet. Ennek szellemében került sor Nixon és Mao Ce-tung találkozására, illetve ennek függvényében érthető meg a japán-kínai békeszerződés megkötése, valamint a japán-szovjet kapcsolatok hűvösebbé válása.

## USA–Japán békeszerződés
A más néven San Franciscó-i békének is nevezett békeszerződésben Japán elvesztette a 19. századtól folytatott hódító politikája következtében fennhatósága alá került területeket, illetve a Kínával és Koreával kötött egyenlőtlen szerződései érvénytelenné váltak. Tokió lemondott minden területi igényéről Koreára, Formozára és a Pescadores-szigetekre vonatkozóan. Lemondott továbbá a Kuril-szigetekről, valamint Szahalin és a környező szigetek azon részéről, amelyek az 1905-ös portsmouthi szerződés alapján kerültek szuverenitása alá. Tokió elfogadta, hogy elveszíti az I. világháborút követően kapott mandátumos területeit, melyek az ENSZ gyámsági rendszere hatálya alá kerültek. Japán lemondott a Déli-sarkra vonatkozó minden igényéről, valamint a Spratly- és a Paracel-szigetekre vonatkozó igényeiről. Az USA igazgatása alá kerültek egyes japán szigetek, amelyeknek a többségét – Iwo Jimán Washington továbbra is tengerészeti támaszpontot tart fenn – az USA 1968-ban visszaadta Japánnak. Tokió lemondott minden különleges jogáról Kínában, melyeket a kínai–japán háborúkban szerzett.
Rendelkezés történt a háború kitörése előtti szerződések további hatályban maradásáról, illetve újbóli hatályba léptetéséről: a főszabály szerint a szövetséges hatalmak átnézték, hogy melyik szerződést akarták továbbra is hatályban tartani. Japán elfogadta a Távol-keleti Nemzetközi Katonai Bíróság ítéleteit. Japán egyidejűleg kérvényezte felvételét az ENSZ-be, elfogadva annak nemzetközi kapcsolatokra vonatkozó alapelveit: a viták békés rendezésének útját, a háborúról való lemondást, az önvédelem jogát.
A békeszerződés deklarálta, hogy Japánnak jóvátételt kellene fizetnie – viszont azt is elismeri, hogy az ország jelenleg nem rendelkezik megfelelő erőforrásokkal, hogy ennek eleget tegyen. Az aláíró Szövetséges Hatalmak ezért lemondtak az összes jóvátételi igényeikről, azzal, hogy a Japán által okozott károkért a japán polgárok munkáját és vagyontárgyait fel lehet használni, valamint a japán kormánynak kártalanítania kell a japán hadifogságba esett szövetséges katonákat
A békeszerződés az USA befolyását volt hivatott erősíteni a térségben. A San Franciscó-i szerződés kimondja ugyan, hogy a békeszerződés megkötésétől 90 napon belül ki kell vonni a megszálló USA-csapatokat, viszont pontosan ugyanazon a napon kötötték meg az USA-Japán biztonsági szerződést, mely az USA-nak monopóliumot biztosít a támaszpontok létesítése terén. Az USA-val szövetséges angolszász országok megnyugtatására egy héttel a békeszerződés előtt megkötötték San Franciscóban az ANZUS-szerződést, melyben az USA garanciákat biztosított Ausztráliának és Új-Zélandnak japán vagy egyéb térségbeli agresszió ellen, "hogy egyetlen potenciális agresszor se áltassa magát azzal, hogy mintha e nemzetek valamelyike egyedül állna a Csendes-óceánon”. Emiatt a szerződő felek a részt vevő államok bármelyike elleni támadást a saját biztonságuk elleni támadásnak fognak föl. Az érintett országok külügyminiszterei, illetve azok helyettesei állandó Tanácsot alakítottak, mely tárgyalhat a térség többi államával is a béke fenntartásának ügyében.
A békeszerződés megkötésének napján ugyancsak San Franciscóban aláírt japán-amerikai biztonsági egyezmény összefüggésben van a japán alkotmány 9§-ával, mely megtiltja, hogy az ország atomfegyverrel rendelkezzen - a biztonsági szerződés viszont kiterjeszti az amerikai védőernyőt Japán fölé. Az USA deklarálta, hogy hajlandó fegyveres erőket Japánban és környékén állomásoztatni, de számít arra, hogy Japán egyre nagyobb mértékben fogja átvenni saját védelmének felelősségét. Az amerikai csapatokat nem csak külső támadás esetén lehetett felhasználni, hanem bármely külföldi kormány által gerjesztett belső zavargás elfojtására is. Japán kikötötte, hogy mindaddig amíg a Japán és USA közötti megállapodás érvényben van, addig az USA előzetes hozzájárulása nélkül nem fog harmadik hatalomnak támaszpontokat, valamint hadgyakorlatok tartására szóló jogosítványt adni. Ugyanígy az USA hozzájárulása kell a Japán felségterületén történő katonai erővel történő áthaladáshoz is. Az egyezmény 1960-ig volt hatályban, amikor is egy újabb, hasonló tartalmú megállapodás váltotta föl.

## Szovjet-japán jegyzőkönyv a kapcsolatok felvételéről

A határvonal változásai a Kuril-szigetek területén

A Szovjetunió részt vett a San Franciscó-i konferencián, de nem írta alá a békeszerződést, mert véleménye szerint a békeszerződés nem akadályozza meg a japán militarizmus újraéledését, külföldi támaszpontokat biztosít az USA-nak, valamint nem ismerte el a Szovjetunió területi igényeit Szahalinra és a Kurill szigetekre. Gromiko szerint:
Az amerikai -angol tervezet nem békeszerződés, hanem egy újabb távol-keleti háború előkészítésére irányuló szerződés
Ennek ellenére 1956-ban Japán és a Szovjetunió egyezményt írt alá a hadiállapot megszüntetéséről és a kereskedelmi kapcsolatok újjáélesztéséről. Az 1956. október 13. és 19. között folyó tárgyalások eredményeképpen a két ország közös nyilatkozatot adott ki, valamint jegyzőkönyvet vett föl a kereskedelem fejlesztéséről, illetve a legnagyobb kedvezmény megadásáról. Ennek értelmében:
A Nyilatkozat hatálybalépésének napjától kezdve megszűnt a hadiállapot Japán és a Szovjetunió között és helyreálltak a diplomáciai kapcsolatok. A felek elfogadták kapcsolataikban az ENSZ Alapokmányban lefektetett elveket: belügyekbe való be nem avatkozást, a viták békés rendezését, a nemzetközi kapcsolatokban az erőszakról való lemondást. A Nyilatkozat hatályba lépésének napján valamennyi szovjet hadifogságban lévő japán állampolgárt hazabocsátanak, akiknek sorsa ismeretlen, azt a Szovjetunió tovább keresi. A Szovjetunió lemondott minden kártérítési igényről Japánnal szemben. Mindkét ország lemondott továbbá az 1945. augusztus 9. után (Szovjetunió hadbalépése Japánnal szemben) keletkezett és egymással szemben fennálló követeléseikről. Az ebben az évben megkötött halászati egyezményt a Nyilatkozattal együtt léptették hatályba. Moszkva és Tokió kinyilvánította, hogy további tárgyalásokat fognak folytatni a nyílt tengeri halászat és a halállomány megőrzése, valamint a kereskedelmi és üzleti kapcsolatok terén létrehozandó egyezmények tárgyában. A jegyzőkönyvben egyes esetekben megadták egymásnak a legnagyobb kedvezményt.
A felek megígérték, hogy folytatni fogják a tárgyalásokat, hogy formálisan is békét kössenek. Amint ez megtörténik, a Szovjetunió átadja Japánnak a Habomai- és a Szikotan-szigeteket.
Miután Japán és az USA megkötötte az 1960. évi biztonsági szerződést, a Szovjetunió megtagadta, hogy a két említett szigetet átadják Japánnak, mivel a 60. évi szerződés Moszkva szerint sértette a jegyzőkönyv rendelkezéseit. Japán és Moszkva tovább folytatták a tárgyalásaikat, azonban a szovjet -japán kapcsolatok rendezése megfeneklett 1976-ban: Japán azt kívánta, hogy a már említett két sziget mellett adják vissza Kunasiri és Etorufu szigeteit is, mivel azok a japán értelmezés szerint nem tartoznak a Kurill-szigetcsoporthoz, mely szigetcsoportról Japán még az 1951-es amerikai-japán békeszerződésben is lemondott. Akadályozta a japán-szovjet béke megkötését, hogy Japán Kínával 1978. augusztus 11-12-én béke és barátsági szerződést kötött, melyben kijelentették, hogy fellépnek a „hegemonizmus” ellen – ami kínai szóhasználatban a Szovjetuniót jelentette. Tovább élezte a feszültséget, hogy 1984-ben a térségben állomásozó 7. amerikai flotta hajóira Szovjetuniót elérni képes Tomahawk robotrepülőgépeket telepítettek. Azóta több helyi jellegű konfliktusra került sor a Kurill-szigetek körül. 2013-ban felvetődött annak lehetősége, hogy formálisan is békét kössenek Oroszország és Japán.

## Japán–kínai békeszerződés
1972. szeptember 29-én közös japán-kínai közös közlemény kibocsátására került sor, melyben a felek megállapodtak a hadiállapot felfüggesztéséről, valamint a béketárgyalások megkezdéséről. A japán fél elismerte Pekinget Kína egyetlen törvényes kormányának, valamint elismerte, hogy Tajvan Kína része. Az augusztus 12-én megkötött békeszerződés megerősítette ezeket. A kínai fél kérésére azonban belekerült az a tétel, mely szerint a mindkét fél lemond a hegemóniára törekvésről a térségben, és ellenzik bármely ország vagy országcsoport hegemóniára való törekvését a térségben. A szovjet-kínai viszály idején a hegemónia egyértelműen szovjetellenes kitétel volt.